# Zeta Aquilae
Désignations
Zeta Aquilae (ζ Aql / ζ Aquilae, Zêta Aquilae), également nommée Okab, est une étoile de la constellation de l'Aigle.

## Nomenclature et histoire

### Du ciel des Grecs et des Arabes à l'UAI
Okab est aujourd'hui le nom approuvé pour ζ Aql par l’Union astronomique internationale (UAI). Nous avons au départ  ذنب العقاب Ḏanab al-ᶜUqāb, « la Queue de l’Aigle », dans le ciel gréco-arabe. Dans ses Commentaires à la traduction du یجِ سلطانی Zīğ-i Sulṭānī ou « Tables sultaniennes » d’Uluġ Bēg (1437), Thomas Hyde (1665) transcrit par ‘Danab AlOkâb’,. 

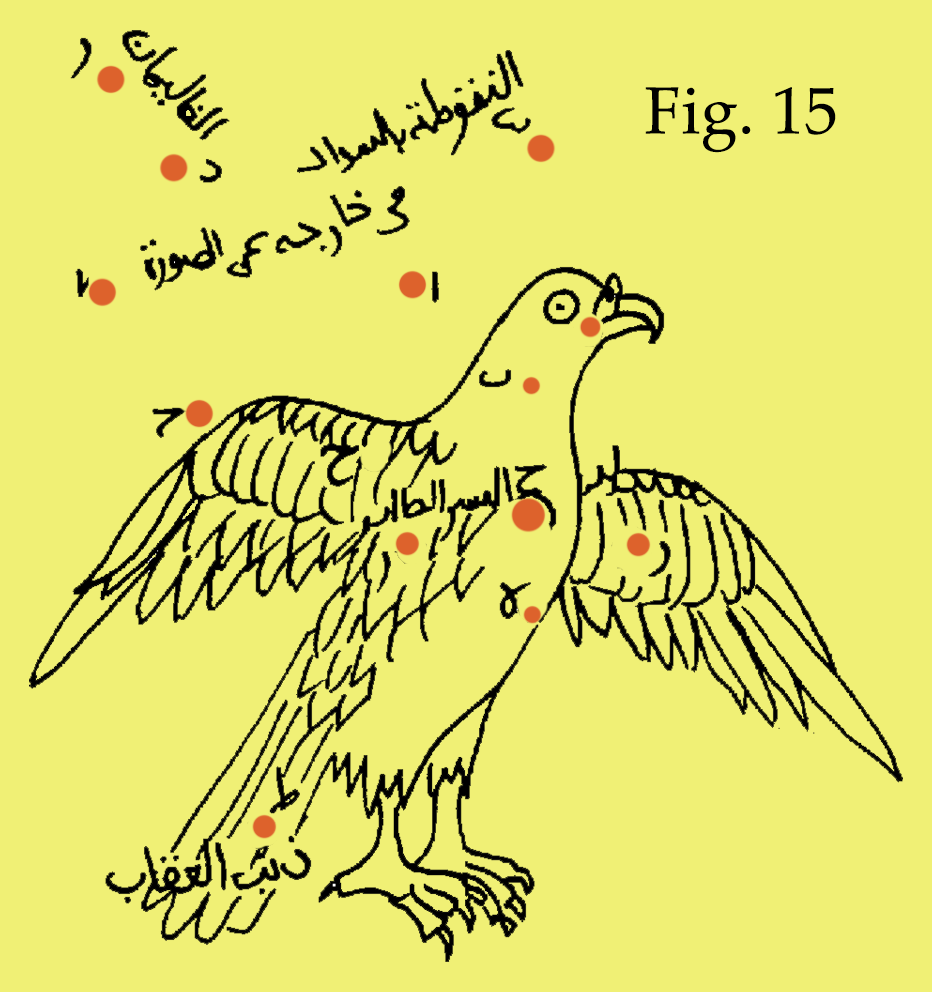
Figure de العقاب al-ᶜUqāb dans le ciel gréco-arabe, d’après un traité de ᶜAbd al-Raḥmān al-Sūfī al-Ṣūfī, 1606, St-Péterbourg).

Par l’intermédiaire du philologue Friedrich Wilhelm Lach (1796) qui retranscrit ‘dseneb el-okab’, ce que Johann Elert Bode reprend, dans son Uranographia, comme nom propre sous la forme Dseneb el-okab. Retranscrit une nouvelle fois sous la forme Al Dhanab al ‘Oḳāb, il passe dans les catalogues du XXe siècle sous la graphie Dhanab Okab, simplifié en Okab par l'UAI.
Deneb Al Okab Australis. Le nom entier Deneb Al Okab courant toujours dans les catalogues, et ayant été étendu à ε Aql (voir Epsilon Aquilae), il est souhaitable d'affecter cette appellation de l'épithète de position Australis" ou Sequens.

### En Chine
En mandarin, l'étoile a reçu les noms de Woo 吳 (wú), un ancien État près de la province du Jiangsu, et de Yuë 粵 (yuè), un ancien État de la province du Guangdong.

## Caractéristiques physiques
Avec une magnitude apparente de 2,99, Deneb Al Okab Australis est la troisième étoile la plus brillante de la constellation de l'Aigle. Il s'agit d'une étoile blanche de la séquence principale, de type spectral A0Vn.
Ce qui la caractérise est sa vitesse de rotation : elle effectue une rotation complète en seulement 16 heures, tournant à l'équateur à 330 km/s (165 fois plus vite que le Soleil). Il est probable que Deneb Al Okab Australis est une étoile jeune car les étoiles ont tendance à ralentir en vieillissant.

## Environnement stellaire
Deneb Al Okab Australis possède deux compagnons, tous deux des naines rouges de classe M. Le plus proche se trouve au moins à 125 ua et orbite en 800 ans. Le plus lointain est à plus de 6 000 ua et devrait mettre au moins 250 000 ans pour effectuer une rotation complète ; à cette distance, il est possible que ce dernier ne soit en fait pas lié à ζ Aquilae.